# Cixius arisana
Cixius arisana är en insektsart som beskrevs av Matsumura 1914. Cixius arisana ingår i släktet Cixius och familjen kilstritar. Inga underarter finns listade i Catalogue of Life.